# 瀚仙镇
瀚仙镇是中国福建省三明市明溪县下辖的一个镇。

## 行政区划
瀚仙镇共辖11个行政村，分别是：
瀚仙村、坪地村、连厝村、洋龙村、龙湖村、岩里村、石珩村、大焦村、小眉溪村、花园村、王陂村。